# Hyperlopha flavipennis
Hyperlopha flavipennis là một loài bướm đêm trong họ Noctuidae.